# Carpiquet
Carpiquet est une commune française, située dans le département du Calvados en région Normandie, peuplée de 3 266 habitants (les Carpions).

## Géographie
Carpiquet se situe en plaine de Caen, dans la première couronne de la périphérie caennaise. La commune s'étend à l'ouest de la ville, à proximité des quartiers de Venoix et de la Maladrerie-Beaulieu.
Elle est partagée en quatre zones distinctes :
- le Bourg au centre ;
- la zone d'activités le long de la voie ferrée Paris - Cherbourg et de la RN 13 au nord ;
- le quartier Bellevue, à l'est ;
- la zone aéroportuaire, autour de l'aéroport de Caen - Carpiquet créé en 1931, à l'ouest.

Le bourg est à 7 km à l'ouest du centre de Caen, à 14 km à l'est de Tilly-sur-Seulles et à 23 km au sud-est de Bayeux.
Le point culminant (74 m) se situe en limite sud-ouest. Le point le plus bas (45 m) est en limite est.

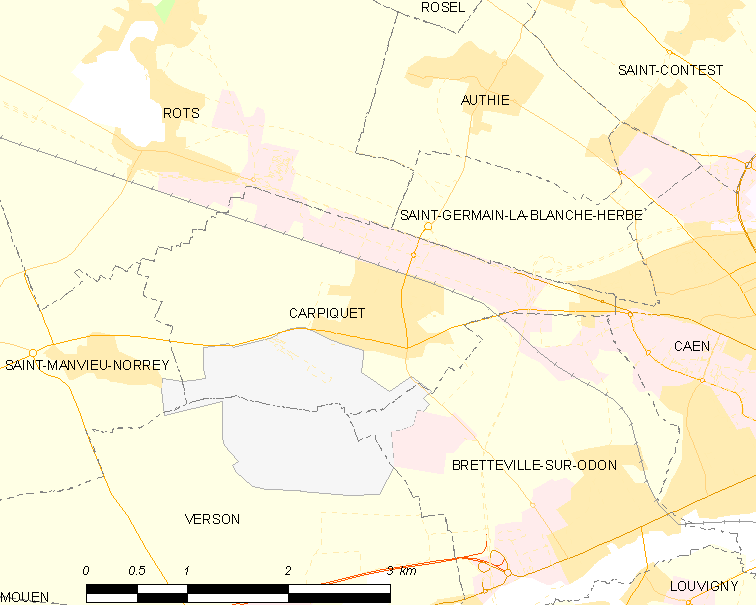
Carte de la commune.

| Rots                         | Rots                         | Saint-Germain-la-Blanche-Herbe |
| Rots, Saint-Manvieu-Norrey   | Carpiquet                    | Caen                           |
| Saint-Manvieu-Norrey, Verson | Verson, Bretteville-sur-Odon | Bretteville-sur-Odon           |

### Transports en commun
Elle était desservie par une gare ferroviaire de juillet 1858 jusqu'au 28 septembre 1992 sur la ligne Caen-Cherbourg. Il en reste l'odonyme « rue de la Gare ».
La commune de Carpiquet est desservie par la ligne 3 du réseau Twisto (Carpiquet - Aéroport <> Ifs Jean Vilar).
Sur ce même réseau, la ligne 41 partant de l'arrêt Planitre, dessert, sur demande, la zone artisanale de la commune, et le quartier Koening (Bretteville-sur-Odon).

### Hydrographie
La commune est située dans le bassin Seine-Normandie. Elle n'est drainée par aucun cours d'eau,.

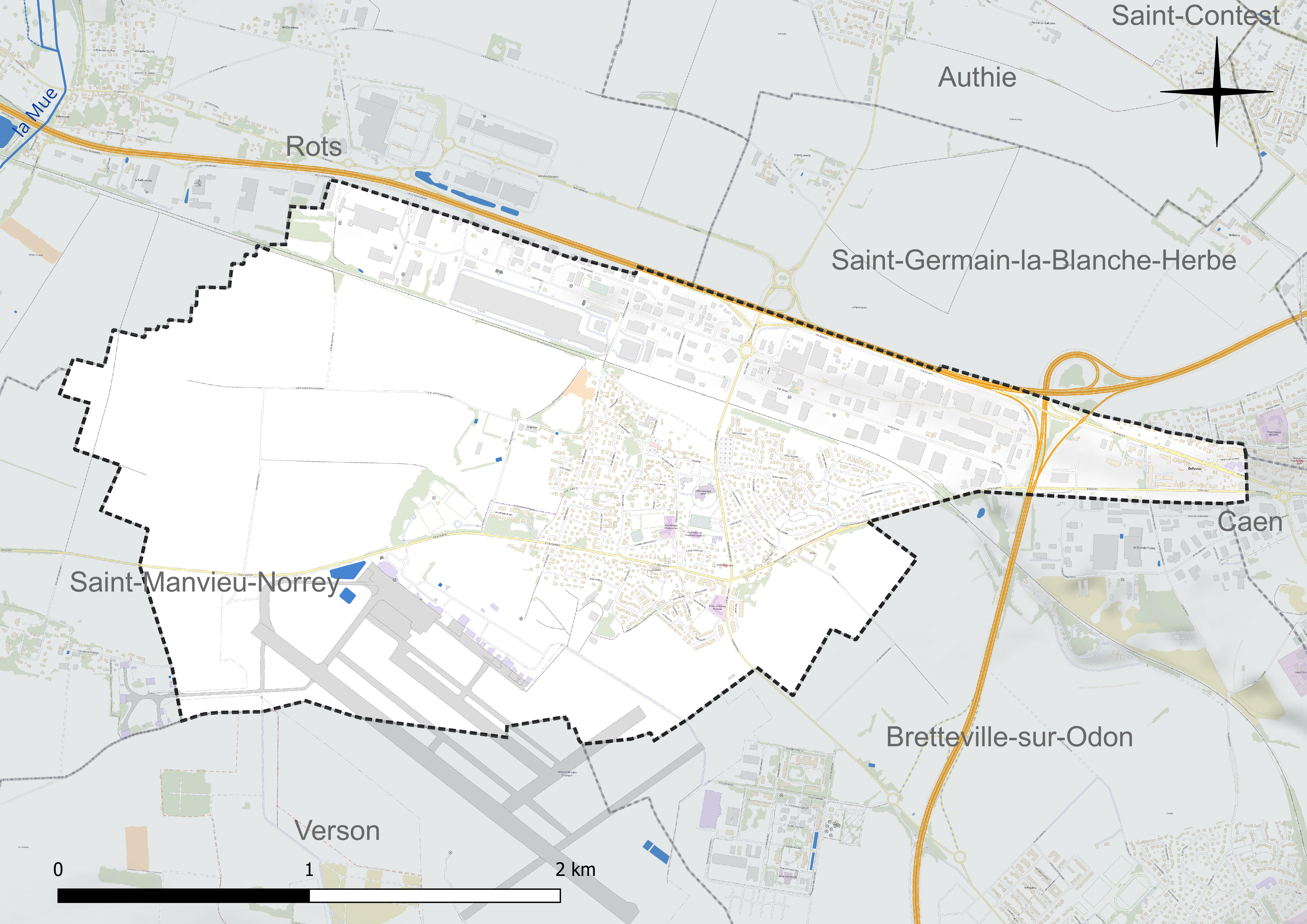
Réseau hydrographique de Carpiquet.

### Climat
Pour des articles plus généraux, voir Climat de la Normandie et Climat du Calvados.
En 2010, le climat de la commune est de type climat océanique altéré, selon une étude du Centre national de la recherche scientifique s'appuyant sur une série de données couvrant la période 1971-2000. En 2020, Météo-France publie une typologie des climats de la France métropolitaine dans laquelle la commune est exposée à un climat océanique et est dans la région climatique  Normandie (Cotentin, Orne), caractérisée par une pluviométrie relativement élevée (850 mm/a) et un été frais (15,5 °C) et venté. 
Pour la période 1971-2000, la température annuelle moyenne est de 10,7 °C, avec une amplitude thermique annuelle de 12 °C. Le cumul annuel moyen de précipitations est de 715 mm, avec 12 jours de précipitations en janvier et 7,2 jours en juillet. Pour la période 1991-2020, la température moyenne annuelle observée sur la station météorologique installée sur la commune est de 11,5 °C et le cumul annuel moyen de précipitations est de 740,3 mm. Pour l'avenir, les paramètres climatiques de la commune estimés pour 2050 selon différents scénarios d'émission de gaz à effet de serre sont consultables sur un site dédié publié par Météo-France en novembre 2022.
| Mois                                  | jan.             | fév.             | mars            | avril           | mai             | juin          | jui.           | août          | sep.            | oct.            | nov.            | déc.           | année      |
| ------------------------------------- | ---------------- | ---------------- | --------------- | --------------- | --------------- | ------------- | -------------- | ------------- | --------------- | --------------- | --------------- | -------------- | ---------- |
| Température minimale moyenne (°C)     | 2,9              | 2,8              | 4,2             | 5,5             | 8,5             | 11,2          | 13,1           | 13,3          | 11,1            | 8,8             | 5,6             | 3,3            | 7,5        |
| Température moyenne (°C)              | 5,6              | 5,9              | 8               | 10              | 13              | 15,9          | 18             | 18,3          | 15,8            | 12,5            | 8,7             | 6,1            | 11,5       |
| Température maximale moyenne (°C)     | 8,3              | 9,1              | 11,7            | 14,4            | 17,4            | 20,5          | 22,9           | 23,2          | 20,4            | 16,2            | 11,8            | 8,8            | 15,4       |
| Record de froid (°C) date du record   | −19,6 08.01.1985 | −16,5 03.02.1956 | −7,4 03.03.1965 | −5,7 11.04.1978 | −0,8 14.05.10   | 1 02.06.1962  | 4,7 07.07.1962 | 4 28.08.1974  | 1,8 22.09.1948  | −3,7 30.10.1997 | −6,8 26.11.1989 | −11 26.12.1948 | −19,6 1985 |
| Record de chaleur (°C) date du record | 16,8 01.01.22    | 20,8 28.02.1960  | 24,9 30.03.21   | 26,6 21.04.18   | 30,4 25.05.1953 | 35,2 29.06.19 | 40,1 18.07.22  | 38,9 05.08.03 | 33,5 02.09.1961 | 29,6 02.10.23   | 21,6 01.11.15   | 17,3 31.12.22  | 40,1 2022  |
| Ensoleillement (h)                    | 705              | 902              | 130             | 1 791           | 2 034           | 2 126         | 2 185          | 2 048         | 1 709           | 1 171           | 819             | 672            | 17 459     |
| Précipitations (mm)                   | 63,1             | 52,8             | 49,7            | 53,4            | 59,4            | 58            | 51,1           | 59,6          | 54,3            | 78,9            | 78,7            | 81,3           | 740,3      |

| Diagramme climatique                                  |            |             |             |             |            |              |              |              |             |             |            |
| J                                                     | F          | M           | A           | M           | J          | J            | A            | S            | O           | N           | D          |
| 8,32,963,1                                            | 9,12,852,8 | 11,74,249,7 | 14,45,553,4 | 17,48,559,4 | 20,511,258 | 22,913,151,1 | 23,213,359,6 | 20,411,154,3 | 16,28,878,9 | 11,85,678,7 | 8,83,381,3 |
| Moyennes : • Temp. maxi et mini °C • Précipitation mm |            |             |             |             |            |              |              |              |             |             |            |

## Urbanisme

### Typologie
Au 1er janvier 2024, Carpiquet est catégorisée ceinture urbaine, selon la nouvelle grille communale de densité à 7 niveaux définie par l'Insee en 2022.
Elle appartient à l'unité urbaine de Caen, une agglomération intra-départementale dont elle est une commune de la banlieue,. Par ailleurs la commune fait partie de l'aire d'attraction de Caen, dont elle est une commune de la couronne,. Cette aire, qui regroupe 296 communes, est catégorisée dans les aires de 200 000 à moins de 700 000 habitants,.

### Occupation des sols
L'occupation des sols de la commune, telle qu'elle ressort de la base de données européenne d'occupation biophysique des sols Corine Land Cover (CLC), est marquée par l'importance des territoires artificialisés (58,1 % en 2018), en augmentation par rapport à 1990 (50,1 %). La répartition détaillée en 2018 est la suivante : 
terres arables (41,9 %), zones industrielles ou commerciales et réseaux de communication (39,3 %), zones urbanisées (18,8 %). L'évolution de l'occupation des sols de la commune et de ses infrastructures peut être observée sur les différentes représentations cartographiques du territoire : la carte de Cassini (XVIIIe siècle), la carte d'état-major (1820-1866) et les cartes ou photos aériennes de l'IGN pour la période actuelle (1950 à aujourd'hui).

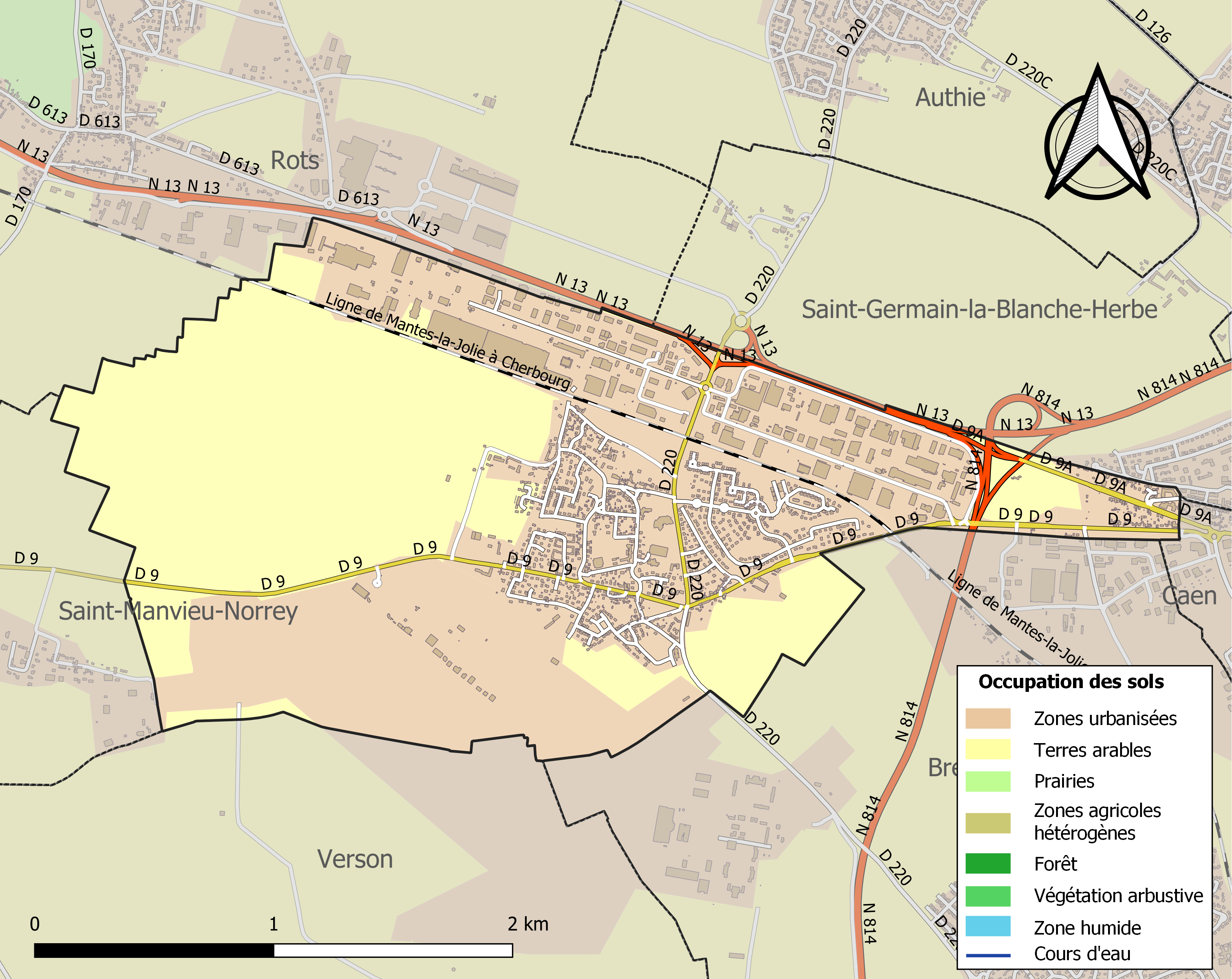
Carte des infrastructures et de l'occupation des sols de la commune en 2018 (CLC).

## Toponymie
Le toponyme est attesté sous les formes Carpiket en 1066 et Karpiket en 1198.
Le nom est conforme à une origine bretonne antérieure à l'arrivée des Normands, de "Caer" (lieu fortifié) et "Piket" (les pies). Comme en Haute-Bretagne, Caer a évolué en Car vers le Xe siècle.
Son origine est obscure,.
Peut-être d'origine pré-gauloise.

## Histoire
Les vestiges d'un fanum (petit temple gallo-romain) ont été retrouvés lors d'une campagne de fouille dans l'enceinte de l'aéroport.
Les troupes canadiennes (8e brigade et The Royal Winnipeg Rifles), commandées par le général Dempsey, lancent une offensive (l'opération Windsor) sur Carpiquet le 4 juillet 1944 afin de libérer l'aéroport qui était un objectif prioritaire du débarquement de Normandie. Le village est libéré dans la journée ; mais l'aéroport, défendu par une compagnie SS, reste aux mains des forces allemandes jusqu'au 9 juillet.
L'aéroport de Carpiquet est en fait la base aérienne de Caen - Carpiquet no 131, officiellement née le 17 août 1939, après des années de négociations entre le ministère de l'Air, les communes concernées et la chambre de commerce. Les travaux sont pourtant loin d'être terminés. En juin 1940, les Allemands héritent d'une base aérienne moderne et pratiquement terminée. Ils se contentent alors de bétonner la piste en herbe.

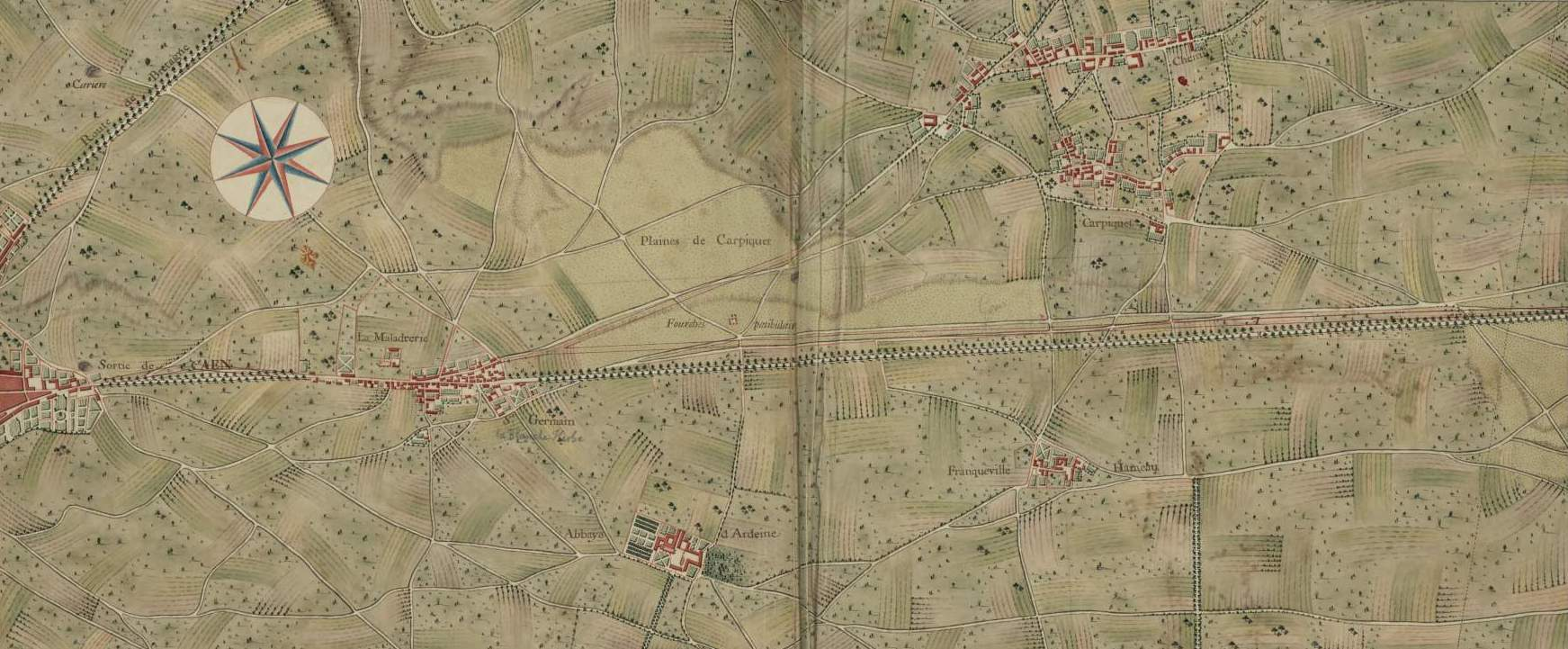
Carpiquet sur l'atlas de Trudaine.

## Politique et administration

### Liste des maires
| Période                                  | Période   | Identité      | Étiquette             | Qualité                                                                        |
| ---------------------------------------- | --------- | ------------- | --------------------- | ------------------------------------------------------------------------------ |
| Les données manquantes sont à compléter. |           |               |                       |                                                                                |
| ca. 1933                                 |           | Henri Moulin  | RG                    | Propriétaire éleveur, ancien adjoint Conseiller d'arrondissement (1925 → 1940) |
| Les données manquantes sont à compléter. |           |               |                       |                                                                                |
| octobre 1947                             | mars 1971 | Robert Giard  |                       | Maire honoraire Chevalier de l'Ordre national du Mérite                        |
| mars 1971                                | mars 1983 | Daniel Morin  | DVD                   |                                                                                |
| mars 1983                                | mars 1989 | Léon Briand   |                       |                                                                                |
| mars 1989                                | juin 1995 | Bernard Klein |                       | Médecin généraliste                                                            |
| juin 1995                                | mars 2008 | Daniel Morin  | DVD                   |                                                                                |
| mars 2008                                | En cours  | Pascal Sérard | SE-LREM puis Horizons | Cadre supérieur                                                                |

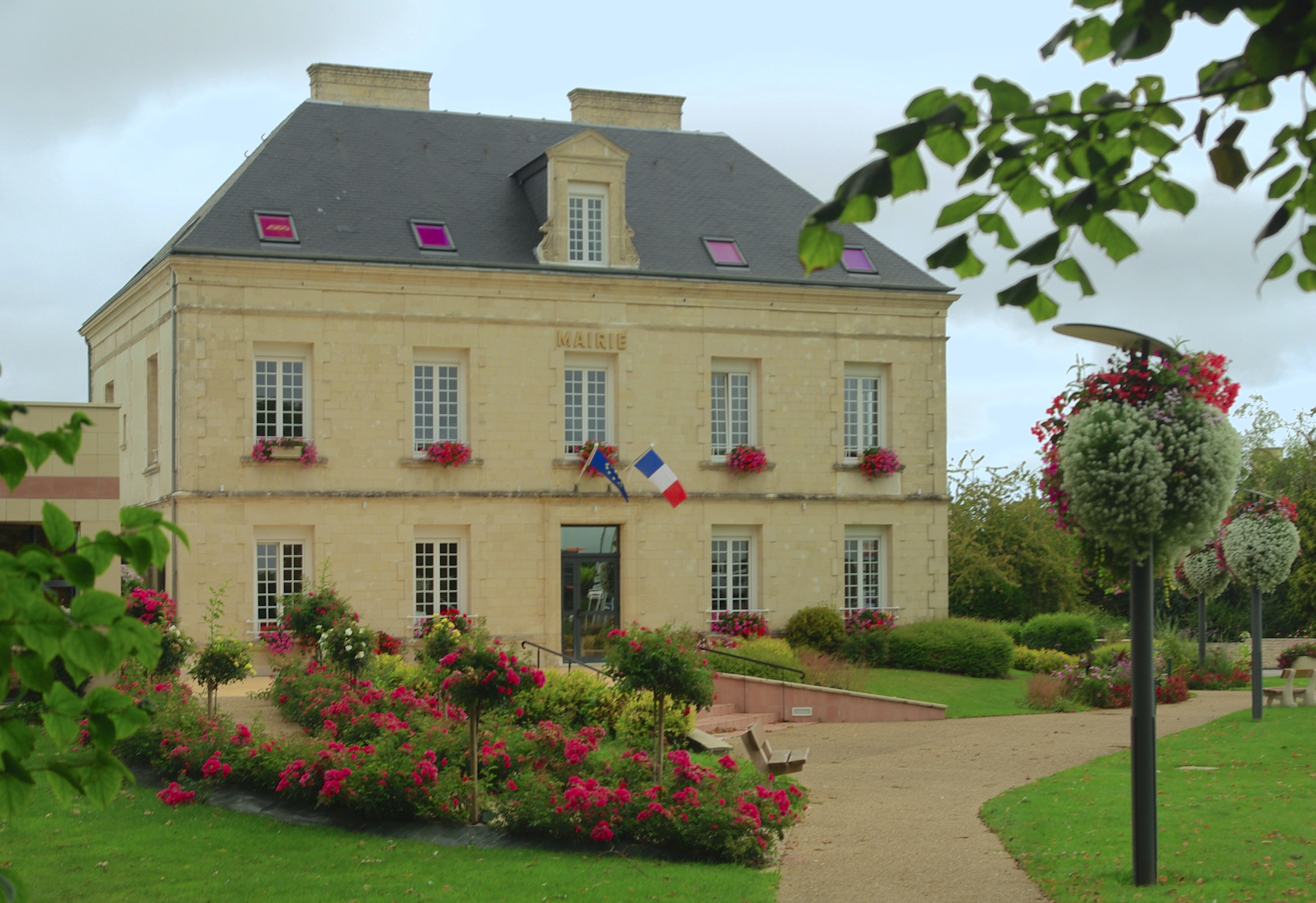
La mairie.

Le conseil municipal est composé de vingt-trois membres dont le maire et six adjoints.

### Canton
La commune fait partie du canton de Caen-2, dont la conseillère générale est Marie-Line Sesboüé (PS, conseillère municipale de Saint-Germain-la-Blanche-Herbe).

## Démographie
L'évolution du nombre d'habitants est connue à travers les recensements de la population effectués dans la commune depuis 1793. Pour les communes de moins de 10 000 habitants, une enquête de recensement portant sur toute la population est réalisée tous les cinq ans, les populations de référence des années intermédiaires étant quant à elles estimées par interpolation ou extrapolation. Pour la commune, le premier recensement exhaustif entrant dans le cadre du nouveau dispositif a été réalisé en 2004.
En 2022, la commune comptait 3 266 habitants, en évolution de +32,33 % par rapport à 2016 (Calvados : +1,58 %, France hors Mayotte : +2,11 %).
| 1793 | 1800 | 1806 | 1821 | 1831 | 1836 | 1841 | 1846 | 1851 |
| ---- | ---- | ---- | ---- | ---- | ---- | ---- | ---- | ---- |
| 850  | 806  | 898  | 884  | 863  | 832  | 853  | 858  | 875  |

| 1856 | 1861 | 1866 | 1872 | 1876 | 1881 | 1886 | 1891 | 1896 |
| ---- | ---- | ---- | ---- | ---- | ---- | ---- | ---- | ---- |
| 859  | 842  | 801  | 776  | 765  | 774  | 715  | 686  | 660  |

| 1901 | 1906 | 1911 | 1921 | 1926 | 1931 | 1936 | 1946 | 1954 |
| ---- | ---- | ---- | ---- | ---- | ---- | ---- | ---- | ---- |
| 635  | 630  | 597  | 588  | 617  | 622  | 778  | 558  | 831  |

| 1962  | 1968  | 1975  | 1982  | 1990  | 1999  | 2004  | 2006  | 2009  |
| ----- | ----- | ----- | ----- | ----- | ----- | ----- | ----- | ----- |
| 1 129 | 1 315 | 1 207 | 1 650 | 1 519 | 1 861 | 2 007 | 2 013 | 2 355 |

| 2014  | 2019  | 2022  | - | - | - | - | - | - |
| ----- | ----- | ----- | - | - | - | - | - | - |
| 2 395 | 2 886 | 3 266 | - | - | - | - | - | - |

Les habitants de Carpiquet sont appelés les Carpions et les Carpionnes.

## Économie

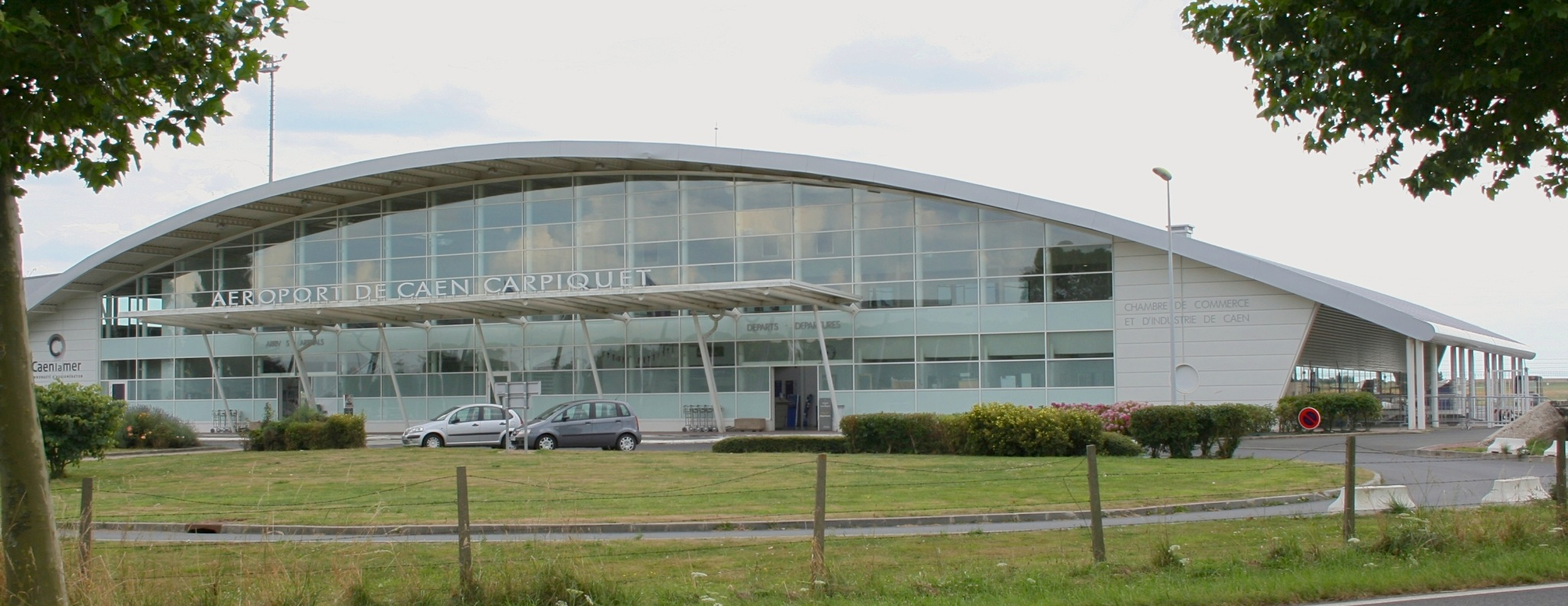
L'aérogare de Caen-Carpiquet.

La commune de Carpiquet dispose d'une zone d'activités où sont implantées plus de 150 entreprises. Cette zone bénéficie d'une très grande accessibilité à partir de la RN 13 (voie de liaison avec l'A13). Elle s'étend sur près de 98 hectares de terrain et constitue l'un des éléments forts de l'économie locale.
L'aéroport de Caen - Carpiquet est établi au sud du territoire.

## Lieux et monuments

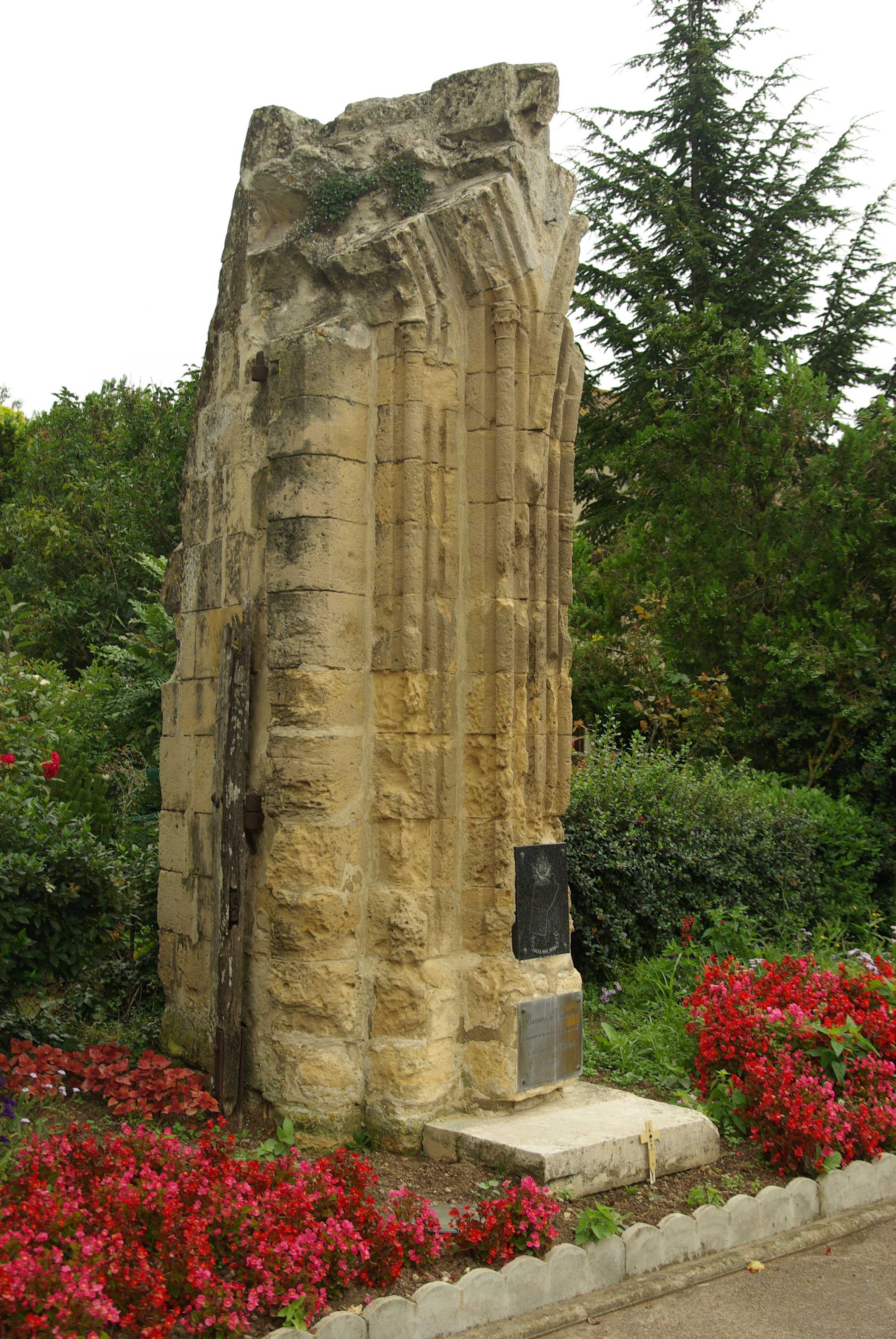
La double porte.

- L'église Saint-Martin (XIIe et XIVe siècles) fait l'objet d'une inscription au titre des Monuments historiques depuis le 24 janvier 1927[29]. Elle était sous le patronage de l'abbaye de Sainte-Trinité de Caen[30].
- Vestige de la double porte qui avait fait l'objet également d'une inscription le 19 septembre 1928[31], mais détruite lors de la bataille de Normandie. Il reste un pilier sur lequel est fixée une plaque « en souvenir 4 juillet 1944 ». Il s'agissait, avant la Révolution, de l'entrée de la ferme qui appartenait à l'abbaye aux Dames qui s'y approvisionnait en vin[30].
- Monument commémoratif des combats pour la libération de la commune en 1944, en granit.

## Activité et manifestations

### Sports
Les Carpions disposent d'un centre aquatique (Siréna), ouvert depuis le 4 juillet 2007 ; un complexe sportif depuis 2010 ouvert par Jérémy Sorbon, (deux terrains de football), deux gymnases, des courts de tennis extérieurs.
L'Élan sportif de Carpiquet a longtemps été  la plus grosse association de la commune avec 950 licenciés. Depuis 2018, chaque sport a créé sa structure associative.
Ainsi, il existe dorénavant les clubs sportifs pour le basket, football, handball, volley, tir à l'arc, judo, tennis, aïkido, athlétisme.
Le club de football fait évoluer une équipe de football en ligue de Basse-Normandie et trois autres en divisions de district.
L'Élan sportif de Carpiquet de Volley, qui oscillait depuis 2008 entre la Nationale 3 et la Prénationale pour les féminines, évolue en Nationale 2 (3e niveau français).

### Jumelages
- North Baddesley (Royaume-Uni) depuis 1993.
- Waigolshausen (Allemagne) depuis le 3 juin 2019.

## Personnalités liées à la commune
- Georges Hippolyte Le Sénécal (1767 à Carpiquet - 1836), général des armées de la République et de l'Empire.